# Ernest Giżejewski
Ernest Zygmunt Giżejewski (ur. 6 lutego 1889 w Zabłotowie, zm. 6 czerwca 1931 w Krakowie) – podpułkownik dyplomowany piechoty Wojska Polskiego.

## Życiorys
Urodził się 6 lutego 1889 w Zabłotowie, w ówczesnym powiecie śniatyńskim Królestwa Galicji i Lodomerii. Na porucznika awansował ze starszeństwem z 1 września 1911. Pełnił służbę w c. i k. 13 pułku piechoty w Opawie. 1 listopada 1917 został mianowany kapitanem. Jego oddziałem macierzystym był nadal c. i k. 13 pułk piechoty.
12 czerwca 1919 został wyznaczony na stanowisko zastępcy komendanta Powiatowej Komendy Uzupełnień Stryj. W listopadzie 1919 pełnił służbę w Oddziale II Informacyjnym Naczelnego Dowództwa Wojska Polskiego na stanowisku naczelnika Wydziału I Organizacyjnego Sekcji II (Biura Wywiadowczego) kierowanej przez majora Ignacego Matuszewskiego. Do zakresu jego obowiązków należało szkolenie wywiadowcze i zastosowanie techniki dla wywiadu. 19 sierpnia 1920 został zatwierdzony w stopniu kapitana z dniem 1 kwietnia 1920, w piechocie, w grupie oficerów byłej armii austro-węgierskiej. Pełnił wówczas służbę w 20 pułku piechoty. 1 czerwca 1921 pełnił służbę w Dowództwie Okręgu Generalnego „Poznań”, a jego oddziałem macierzystym był wówczas 20 pułk piechoty w Krakowie. 
3 maja 1922 został zweryfikowany w stopniu majora ze starszeństwem z dniem 1 czerwca 1919 i 300. lokatą w korpusie oficerów piechoty, a jego oddziałem macierzystym był nadal 20 pułk piechoty. W 1923 pełnił służbę w Sztabie Dowództwa Okręgu Korpusu Nr VII w Poznaniu na stanowisku szefa Oddziału IV, pozostając oficerem nadetatowym 69 pułku piechoty w Gnieźnie. 2 listopada 1923 został przydzielony do 69 pułku piechoty z jednoczesnym odkomenderowaniem do Wyższej Szkoły Wojennej w Warszawie, w charakterze słuchacza III Kursu Doszkolenia. 15 października 1924, po ukończeniu kursu i otrzymaniu dyplomu naukowego oficera Sztabu Generalnego, został ponownie przydzielony do Dowództwa Okręgu Korpusu Nr VII w Poznaniu. Do stycznia 1927 pełnił służbę na stanowiskach: kierownika Referatu Mobilizacyjnego, kierownika Referatu Ogólnego i szefa Oddziału Ogólnego, pozostając oficerem nadetatowym 69 pułku piechoty. Za ten okres służby ówczesny dowódca korpusu, generał dywizji Edmund Hauser udzielił mu 8 stycznia 1927 pochwały. 1 grudnia 1924 awansował na podpułkownika ze starszeństwem z dniem 15 sierpnia 1924 i 80. lokatą w korpusie oficerów piechoty. Następnie odbył staż liniowy w 58 pułku piechoty w Poznaniu. 5 maja 1927 został przeniesiony do 43 pułku piechoty w Dubnie na stanowisko zastępcy dowódcy pułku. 26 kwietnia 1928 został przeniesiony macierzyście do kadry oficerów piechoty z równoczesnym przydziałem do Oddziału IV Sztabu Głównego w Warszawie. 29 stycznia 1929 otrzymał przeniesienie na stanowisko delegata Sztabu Głównego przy Dyrekcji PKP w Stanisławowie. Później na stanowisku delegata Sztabu Głównego w Dyrekcji PKP w Krakowie. Zmarł 6 czerwca 1931 w Krakowie. Został pochowany na cmentarzu wojskowym przy ul. Prandoty w Krakowie (kwatera 3WOJ-płn-13 pas oficerski).

## Ordery i odznaczenia
- Krzyż Kawalerski Orderu Odrodzenia Polski – 7 listopada 1925 „za zasługi na polu organizacji armji”[25][26][27]

W czasie służby w c. i k. Armii otrzymał:
- Krzyż Zasługi Wojskowej 3 klasy z dekoracją wojenną i mieczami,
- Brązowy Medal Zasługi Wojskowej z mieczami na wstążce Krzyża Zasługi Wojskowej,
- Krzyż Wojskowy Karola,
- Krzyż Pamiątkowy Mobilizacji 1912–1913[28].

## Twórczość
W 1917 w Krakowie pod pseudonimem „Emil Kwaśny” wydał nakładem własnym pracę: „Krakowskie Dzieci” (trzynasty pułk) na polu chwały 1914–1915.